# Wysocin (województwo mazowieckie)
Wysocin – wieś w Polsce położona w województwie mazowieckim, w powiecie zwoleńskim, w gminie Przyłęk. Ma status sołectwa.
W latach 1975–1998 miejscowość należała administracyjnie do województwa radomskiego.

## Rzeka
Obok miejscowości przepływa mała rzeka Zwoleńka, która płynie jeszcze przez 7 wsi. Są to: Zielonka Stara, Barycz Stara, Siekierka Stara, po granicy wsi Andrzejów i Kijanka oraz wsi Gniazdków i Lucimia, gdzie wpada do Wisły.

## Kościół
Wierni kościoła rzymskokatolickiego należą do parafii św. Tekli w Tymienicy. 

## Ludność
Wieś Wysocin ma 146 mieszkańców (stan na rok 2021). W latach 1998–2021 liczba mieszkańców zmalała o 16,6%. Według danych archiwalnych pochodzących z Narodowego Spisu Powszechnego Ludności i Mieszkań w 2002 roku we wsi Wysocin było 59 gospodarstw domowych.

## Zdjęcia
Zdjęcie z 2011: